# Bajas de la Coalición en Afganistán

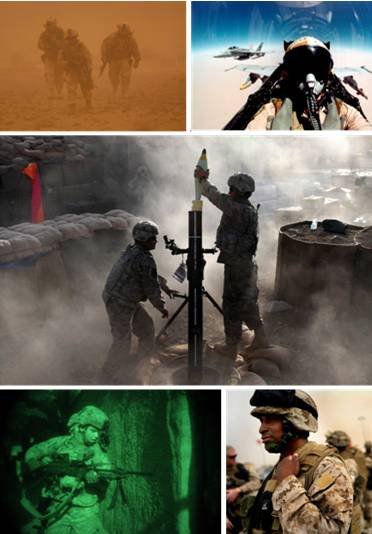
Guerra de Afganistán

Las bajas de la coalición en Afganistán lleva la cuenta de todos los soldados fallecidos por acciones directas o indirectas del conflicto armado que se desarrolla en ese país desde 2001, tomando en cuenta únicamente los soldados extranjeros integrantes de la coalición internacional tanto de los ejércitos de Estados Unidos y su acción directa, como los del mismos u otros países integrantes de la OTAN. El conteo está basado en la fuente independiente ICasualties, principalmente. No están incluidos en este conteo las bajas afganas tanto de los integrantes del ejército afgano y los servicios de seguridad del país, como las fuerzas contrarias (Talibanes, EI) y otros grupos opositores al gobierno legalmente establecido. 

## Bajas en combate de las fuerzas internacionales
Bajas totales por año y mes
| Año  | Ene | Feb | Mar | Abr | May | Jun | Jul | Ago | Sep | Oct | Nov | Dic | Total |
| ---- | --- | --- | --- | --- | --- | --- | --- | --- | --- | --- | --- | --- | ----- |
| 2001 | 0   | 0   | 0   | 0   | 0   | 0   | 0   | 0   | 0   | 3   | 5   | 4   | 12    |
| 2002 | 10  | 13  | 15  | 10  | 1   | 3   | 0   | 3   | 1   | 5   | 1   | 8   | 70    |
| 2003 | 4   | 7   | 12  | 2   | 3   | 7   | 2   | 4   | 2   | 6   | 8   | 1   | 58    |
| 2004 | 11  | 2   | 3   | 3   | 9   | 5   | 2   | 4   | 4   | 8   | 7   | 2   | 60    |
| 2005 | 2   | 3   | 6   | 19  | 4   | 29  | 2   | 33  | 12  | 10  | 7   | 4   | 131   |
| 2006 | 1   | 17  | 13  | 5   | 17  | 22  | 19  | 29  | 38  | 17  | 9   | 4   | 191   |
| 2007 | 2   | 18  | 10  | 20  | 25  | 24  | 29  | 34  | 24  | 15  | 22  | 9   | 232   |
| 2008 | 14  | 7   | 20  | 14  | 23  | 46  | 30  | 46  | 37  | 19  | 12  | 27  | 295   |
| 2009 | 25  | 25  | 28  | 14  | 27  | 38  | 76  | 77  | 70  | 74  | 32  | 35  | 521   |
| 2010 | 43  | 53  | 39  | 34  | 51  | 103 | 88  | 79  | 57  | 65  | 58  | 41  | 711   |
| 2011 | 32  | 38  | 39  | 51  | 56  | 66  | 53  | 82  | 53  | 42  | 27  | 27  | 566   |
| 2012 | 35  | 24  | 39  | 40  | 45  | 39  | 46  | 52  | 27  | 24  | 17  | 14  | 402   |
| 2013 | 8   | 1   | 16  | 17  | 26  | 27  | 14  | 13  | 12  | 10  | 4   | 13  | 160   |
| 2014 | 7   | 10  | 3   | 9   | 4   | 12  | 9   | 5   | 6   | 3   | 3   | 4   | 75    |
| 2015 | 0   | 1   | 0   | 1   | 1   | 2   | 0   | 3   | 3   | 10  | 0   | 6   | 27    |
| 2016 | 3   | 0   | 0   | 0   | 2   | 1   | 0   | 2   | 0   | 3   | 4   | 1   | 16    |
| 2017 | 0   | 0   | 1   | 3   | 0   | 3   | 1   | 3   | 2   | 1   | 2   | 1   | 17    |
| 2018 | 1   | 0   | 0   | 1   | 0   | 0   | 2   | 4   | 2   | 2   | 5   | 2   | 19    |
| 2019 | 2   | 0   | 2   | 4   | 1   | 3   | 5   | 3   | 3   | 0   | 2   | 1   | 26    |
| 2020 | 4   | 3   | 0   | 0   | 1   | 0   | 2   | 0   | 0   | 0   | 1   | 0   | 11    |
| 2021 | 0   | 0   | 0   | 0   | 0   | 0   | 0   | 13  | 0   | 0   | 0   | 0   | 13    |

Totales actualizados al 28 de agosto de 2021. Fuente: ICasualties.

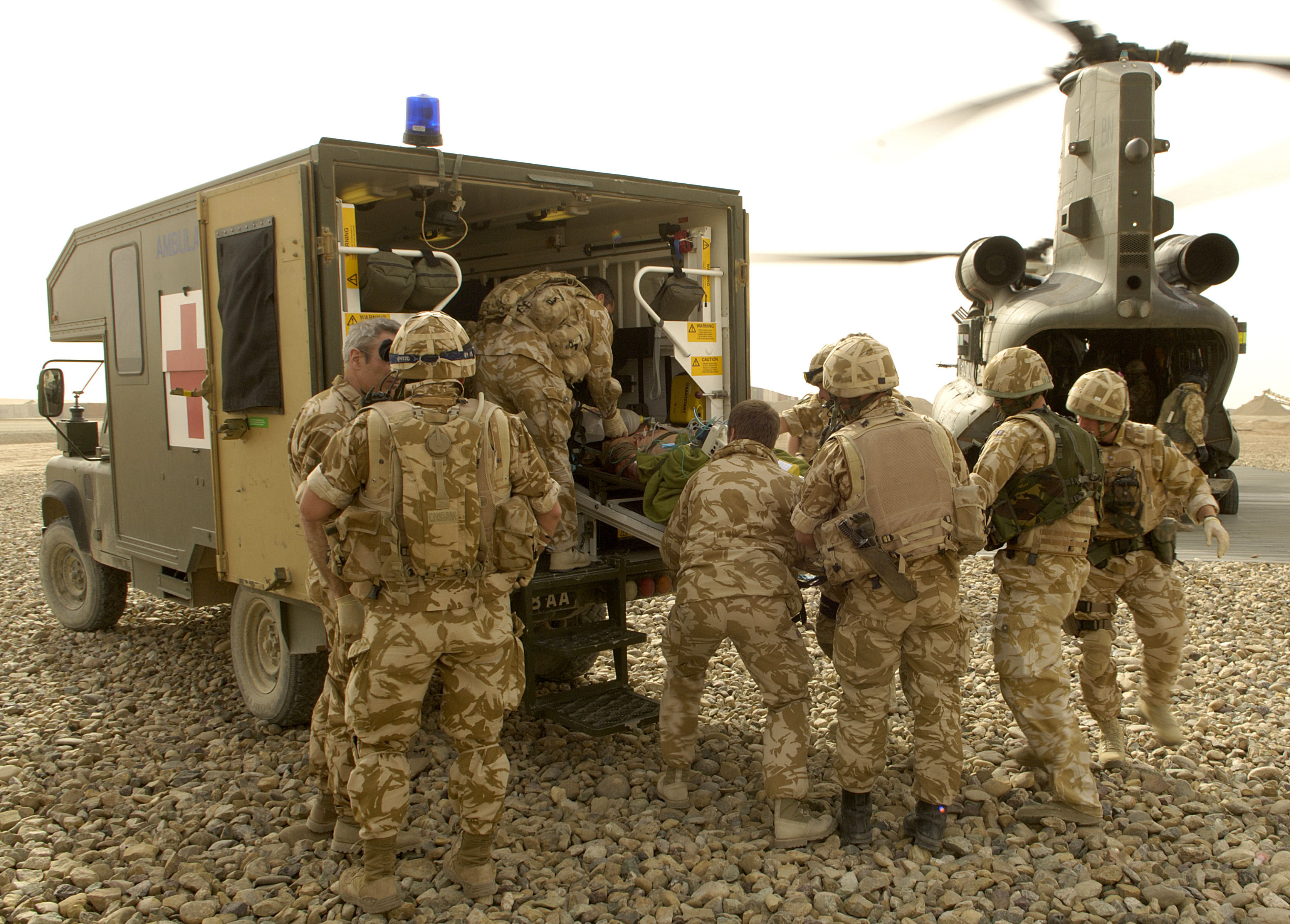
Respuesta médica del equipo de recuperación de heridos en Afganistán

## Bajas totales por país
| País            | Total |
| --------------- | ----- |
| Albania         | 1     |
| Alemania        | 54    |
| Australia       | 41    |
| Bélgica         | 1     |
| Canadá          | 158   |
| Corea del Sur   | 1     |
| Croacia         | 1     |
| Dinamarca       | 43    |
| Estados Unidos  | 2465  |
| España          | 34    |
| Eslovaquia      | 3     |
| Estonia         | 9     |
| Finlandia       | 2     |
| Francia         | 86    |
| Georgia         | 29    |
| Hungría         | 7     |
| Italia          | 48    |
| Jordania        | 2     |
| Letonia         | 3     |
| Lituania        | 1     |
| Montenegro      | 1     |
| Noruega         | 10    |
| Nueva Zelanda   | 11    |
| OTAN            | 18    |
| Países Bajos    | 25    |
| Polonia         | 40    |
| Portugal        | 2     |
| Reino Unido     | 455   |
| República Checa | 14    |
| Rumania         | 25    |
| Suecia          | 5     |
| Turquía         | 14    |
| Desconocido     | 1     |
| Total           | 3.609 |

Totales actualizados al 28 de agosto de 2021. Fuente: ICasualties.

## Bajas en las diferentes provincias
| Provincia              | Total |
| ---------------------- | ----- |
| Provincia de Bādgīs    | 35    |
| Provincia de Baglán    | 18    |
| Provincia de Balh      | 23    |
| Provincia de Bāmiyān   | 10    |
| Provincia de Farāh     | 53    |
| Provincia de Fāryāb    | 17    |
| Provincia de Ġaznī     | 115   |
| Provincia de Ġawr      | 2     |
| Provincia de Helmand   | 959   |
| Provincia de Herat     | 55    |
| Provincia de Jawzjān   | 4     |
| Provincia de Kabul     | 192   |
| Provincia de Kandahar  | 561   |
| Provincia de Kāpīsā    | 64    |
| Provincia de Jost      | 47    |
| Provincia de Kunar     | 177   |
| Provincia de Kunduz    | 33    |
| Provincia de Lagmán    | 26    |
| Provincia de Lawgar    | 71    |
| Provincia de Nangarhar | 70    |
| Provincia de Nimruz    | 6     |
| Provincia de Nūristān  | 36    |
| Provincia de Urūzgān   | 69    |
| Provincia de Paktiyā   | 30    |
| Provincia de Paktīkā   | 147   |
| Provincia de Panjshīr  | 3     |
| Provincia de Parwān    | 83    |
| Provincia de Samangān  | 1     |
| Provincia de Tahār     | 3     |
| Provincia de Vardak    | 130   |
| Provincia de Zābul     | 124   |

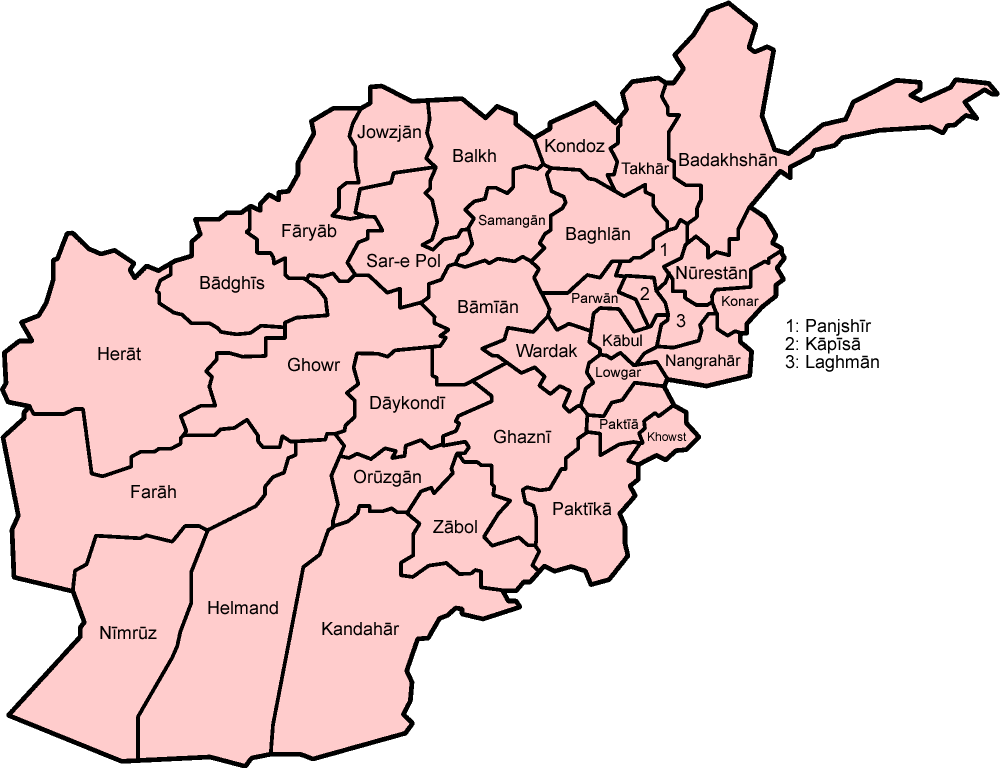
Mapa de las provincias de Afganistán.

Totales actualizados al 6 de agosto de 2018. Fuente: ICasualties.

## Muertes fuera de Afganistán pero relacionadas con la guerra
| País           | Bajas |
| España         | 62    |
| Estados Unidos | 33    |
| Canadá         | 1     |
| Alemania       | 31    |
| Indonesia      | 1     |
| Kuwait         | 4     |
| Pakistán       | 15    |
| Catar          | 1     |
| Uzbekistán     | 1     |
| Suroeste Asia  | 1     |
| TOTAL          | 150   |

Además de los soldados estadounidenses muertos en Afganistán, Pakistán y Uzbekistán, otros 33 soldados estadounidenses murieron en: Kuwait, Baréin, Arabia Saudita, Emiratos Árabes Unidos, Catar, Alemania, Turquía, el mar Arábigo, el Golfo Pérsico, el Mar Rojo y el Mediterráneo, en el apoyo a las operaciones en Afganistán.
Un soldado canadiense fue encontrado muerto pero fuera de combate por causas relacionadas con una base logística de avanzada en el Emiratos Árabes Unidos, cerca de Dubái.
62 militares españoles murieron en el accidente del Yak-42 en Turquía.

## Heridos
Por otro lado los soldados heridos en combate o aquellos que vuelven a sus países de origen y sufren de diferentes problemas emocionales postraumáticos, los cuales los lleva al suicidio, ha superado la cantidad de muertos en acción. Hasta el mes de noviembre de 2012 un total de 177 soldados activos se habían quitado la vida, frente a los 165 de 2011 y los 156 de 2010. En todo 2012 han muerto en combate 176 soldados.

### Heridos por Año
| Año   | Total  |
| ----- | ------ |
| 2001  | 33     |
| 2002  | 74     |
| 2003  | 99     |
| 2004  | 217    |
| 2005  | 270    |
| 2006  | 403    |
| 2007  | 751    |
| 2008  | 798    |
| 2009  | 2.157  |
| 2010  | 5.264  |
| 2011  | 5.227  |
| 2012  | 2.971  |
| 2013  | 1.368  |
| 2014  | 457    |
| 2015  | 77     |
| 2016  | 71     |
| 2017  | 107    |
| 2018  | 115    |
| 2019  | 8      |
| Total | 20.467 |

Totales actualizados al 28 de marzo de 2019. Fuente: ICasualties.